# Movimiento antinuclear

"¿Energía nuclear? No gracias", eslogan del movimiento antinuclear

El movimiento antinuclear es la respuesta organizativa que reúne a personas, organizaciones, partidos políticos con un compromiso expreso antinuclear y ecologista. El movimiento surge en respuesta a la peligrosidad del uso, desarrollo y expansión tanto civil como militar de la tecnología nuclear así como de la peligrosidad y larguísima vida de los residuos nucleares.
El accidente de Chernóbil en 1986 junto con el accidente nuclear de Fukushima I en 2011 se consideran los desastres nucleares civiles más graves ocurridos en la historia de la energía nuclear que corroborarían la oposición a las centrales nucleares. Estos accidentes han supuesto el replanteamiento de la energía nuclear en países como Alemania. 
El bombardeo atómico de Hiroshima y Nagasaki en 1945 es la acción militar con más víctimas civiles en la historia de la energía nuclear militar y se ha constituido en uno de los argumentos del movimiento antinuclear en su oposición al uso militar de la energía nuclear.

## Argumentos contrarios al uso de la energía nuclear
La oposición a la energía nuclear considera que sus principales problemas son el peligro de accidentes civiles y miltares, el peligro de los residuos nucleares y su larga vida, el uso militar por los ejércitos y también la utilización por terroristas.
El peligro de los residuos radiactivos es uno de los argumentos que utiliza el movimiento antinuclear para oponerse a su uso ya que la peligrosidad se extiende a decenas e incluso centenares de miles de años dejando a las futuras generaciones un peligro constante y un problema que actualmente no tiene solución. Los cementerios nucleares son una solución que nadie quiere en su territorio.
Otro argumento para la oposición a la energía nuclear es su elevado coste, y su carácter de energía no sostenible.

## Historia
El uso de las bombas atómicas por parte de los Estados Unidos en 1945 con los Bombardeos atómicos de Hiroshima y Nagasaki dio comienzo a la oposición de científicos como Julius Robert Oppenheimer, y de la sociedad civil al uso militar de la energía nuclear.
A partir de la década de los setenta el movimiento antinuclear se hizo más fuerte cuando muchos gobiernos adoptaron la energía nuclear como fuente de energía y para paliar la crisis energética. Así ocurrió en el caso del movimiento antinuclear en Estados Unidos. El movimiento nuclear fue adquiriendo fuerza con rapidez. Las primeras centrales nucleares, construidas a partir de los 50, habían prometido cantidades enormes de energía, a un precio "demasiado bajo para ser medido".
De manera casi inmediata se desvelaron algunos de los problemas fundamentales de esta tecnología: los residuos radiactivos, que mantienen su peligrosidad durante decenas y hasta centenares de miles de años, y las enormes cantidades de plutonio que produce la industria atómica, que podían contribuir, y de hecho lo hicieron[cita requerida] a la proliferación nuclear.
Además, a pesar de las precauciones en la construcción de las centrales nucleares la peligrosidad de la energía no garantizaba que no se produjeran accidentes nucleares civiles (como el Accidente de Chernóbil y el accidente nuclear de Fukushima I) y accidentes militares.

### Inicios
Se puede fijar el nacimiento del movimiento nuclear en la acción de los matrimonios Bohlen y Stowe, que se oponían a los ensayos nucleares de los EE. UU. en el Refugio de Fauna Nacional de Amchitka (Alaska); para ello fundaron el Comité Don't Make A Wave (No Hagáis Una Ola), que el 15 de septiembre de 1971 fletó una expedición en barco a la zona de ensayos nucleares bautizada como Greenpeace I, dando origen así a la organización ecologista Greenpeace. El 12 de abril de 1971 una manifestación de varios cientos de personas frente a las obras de la nueva central nuclear de Fessenheim (Alsacia) da inicio al movimiento antinuclear francés.

### Década de los setenta
En febrero de 1975 varios centenares de activistas antinucleares ocupan los terrenos donde se proyecta construir la central nuclear de Wyhl -cerca de Friburgo de Brisgovia, en la República nacional de Alemania-; a pesar del desalojo inicial por parte de la policía, la ocupación se prolongó por espacio de ocho meses. Finalmente el inicio de las obras fue paralizado el 21 de marzo por orden judicial, y el 14 de marzo de 1977 se descartó definitivamente su construcción. La ocupación de Wyhl constituyó el nacimiento del poderoso movimiento antinuclear alemán.
El 22 de marzo de 1975 se produce el primer accidente grave -conocido- en una central nuclear, en Browns Ferry (Alabama, Estados Unidos). A partir de ese año el movimiento ecologista adquiere un creciente carácter antinuclear, hasta lograr la paralización de los programas nucleares de la mayoría de los países industrializados, fundamentalmente tras los accidentes de Harrisburg y Chernóbil. En esa misma primavera de 1975 continúa la movilización social contra la nuclearización del Rin, con la participación de ciudadanos alemanes y franceses, refrendando el carácter internacional del movimiento antinuclear.
El 30 de octubre de 1976 varios miles de personas repiten la ocupación de terrenos destinados a la construcción de una central nuclear, en este caso la de Brokdorf (Schleswig-Holstein, RFA). La "batalla de Brokdorf" se prolongó durante varios meses, con continuos desalojos policiales y reocupaciones con la participación de miles de personas.
El 30 de julio de 1977 miles de franceses se manifiestan contra el reactor reproductor rápido (FBR, por sus siglas en inglés) Superphénix (que permaneció activo hasta 1997, año en que se cerró debido a sus altos costes de mantenimiento); es el cénit del movimiento antinuclear francés, que a partir de ese momento inicia su declive. El 24 de septiembre son miles de alemanes los que se manifiestan contra el FBR de Kalkar (Renania del Norte-Westfalia), cuya construcción sería completada en 1985, pero que debido a la presión política y social nunca llegó a funcionar.
El 5 de noviembre de 1978, el movimiento antinuclear austriaco lograba la paralización del programa nuclear en un referéndum. Unos meses más tarde, el 28 de marzo de 1979, ocurre el accidente en la central nuclear de Three Mile Island (Harrisburg, Pensilvania); la gravedad y repercusión del acontecimiento paralizan el programa nuclear norteamericano. Tres días más tarde, el 31 de marzo, decenas de miles de alemanes se manifiestan en contra de la planta de reprocesamiento nuclear de Gorleben (Baja Sajonia).
El 9 de diciembre de 1979 se celebró en Bruselas una manifestación contra la instalación de los euromisiles (misiles nucleares de alcance medio) en Europa, dando inicio a un nuevo movimiento pacifista europeo que cristalizará con la formación en 1980 de la Campaña Europea por el Desarme Nuclear (END), en la que se evidencian las estrechas relaciones entre el movimiento antinuclear y el movimiento por la paz de los años ochenta.

### Década de los ochenta
En marzo de 1980, un referéndum obliga al gobierno sueco a programar el abandono de la energía nuclear para el año 2010 en su país.
El 26 de abril de 1986 se produce el accidente nuclear más grave de la Historia: el reactor número cuatro de la central nuclear de Chernóbil (Ucrania) estalla, fundiéndose el núcleo del reactor. 140.000 personas tuvieron que ser evacuadas y, en 1990, 640.000 se encontraban bajo control médico debido a las emisiones radiactivas; 30.000 km² de territorio permanecerán radiactivamente contaminados durante varias generaciones, y la nube radiactiva se extendió por el territorio occidental de la URSS, alcanzando Europa Occidental. Los costes económicos se estiman en centenares de miles de millones de dólares, y las víctimas mortales habidas y por haber se estiman entre cuatro mil y centenares de miles. En junio de ese año, 4.000 mujeres finlandesas inician una huelga de embarazos por la que renuncian a tener hijos hasta que el Gobierno abandone el programa nuclear. Chernóbil representa un golpe mortal para los procesos de nuclearización. Las moratorias nucleares se extienden a lo largo y ancho de Europa.
En 1987, en España se intentó llevar a cabo el proyecto IPES, un laboratorio experimental para estudiar cómo responden los granitos a fuentes de radiactividad para conocer su viabilidad como enclave de futuros cementerios nucleares. Pero el rechazo social, que llevó al secuestro popular de un político en el ayuntamiento de Aldeadávila, llevó al abandono definitivo del proyecto antes de que este se pusiera en marcha.

## Críticas al movimiento antinuclear
El tema de las centrales nucleares afecta a toda la población. Sobre todo se encuentran enfrentados ONG y organizaciones ecologistas frente a los pro-nucleares y el Gobierno cuando este tiene intereses económicos. La energía nuclear toma bastante relevancia al ocupar un lugar preferente por científicos y al ser más rentable que las renovables. Indudablemente es un tema de gran calado social, la población está inquieta ya que ven a la energía nuclear como algo peligroso.
Se enfrentan la eficiencia energética, ya que la energía nuclear no emite CO2 y los peligros medioambientales que son nulos si no se producen accidentes. Y es que desde la esfera científica se asegura que es una energía muy rentable y eficiente. Ciertamente países como Francia basan su sistema energético en esta energía. Como contrapartida hay que asumir el riesgo, aunque las centrales cada vez son más seguras.